# Catharosia alutacea
Catharosia alutacea là một loài ruồi trong họ Tachinidae.